# Bulgária do Volga
```
   |-
       |
Erro:
:  
valor não especificado para "
nome_comum
"
```

Bulgária do Volga (em russo:  Во́лжская Булга́рия) ou Bulgária Volgaica ou Volga-Cama Bolgar foi um Estado histórico que existiu entre os séculos VII e XIII ao redor da confluência dos rios Volga e Kama no local hoje abrangido pela Rússia. Atualmente, são consideradas descendentes da Bulgária do Volga em termos territoriais e étnicos as repúblicas do Tartaristão e Chuváchia.